# 蛋糕店

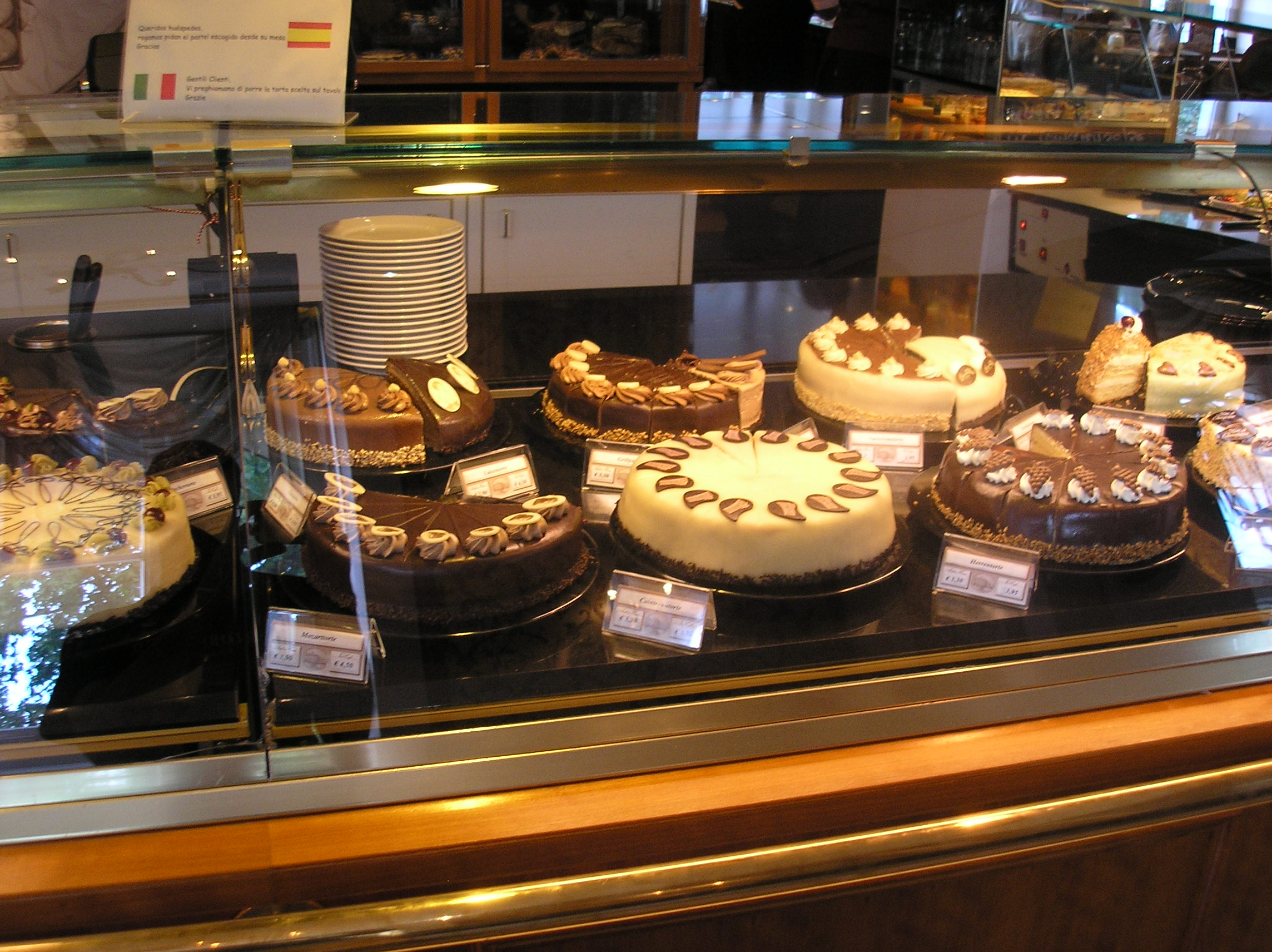
德国一家蛋糕店

蛋糕店是专门生产以及销售蛋糕的零售商店；在這裡商家还可能出售纸杯蛋糕、玛芬、海綿蛋糕以及其他的烘焙食品。家庭蛋糕烘焙设备和用品，可能在蛋糕店也有售。另外蛋糕店也提供結婚蛋糕和精心制作的生日蛋糕，但顧客如果要購買這些蛋糕可能要提前預定。